# Valença do Piauí (ort)
Valença do Piauí är en ort i Brasilien.   Den ligger i kommunen Valença do Piauí och delstaten Piauí, i den östra delen av landet, 1 200 km nordost om huvudstaden Brasília. Valença do Piauí ligger 336 meter över havet och antalet invånare är 15 881.
Terrängen runt Valença do Piauí är platt, och sluttar norrut. Det finns inga andra samhällen i närheten.
Omgivningarna runt Valença do Piauí är huvudsakligen savann. Runt Valença do Piauí är det glesbefolkat, med 10 invånare per kvadratkilometer.